# Leucinodes ugandensis
Leucinodes ugandensis is een vlinder uit de familie van de grasmotten (Crambidae), uit de onderfamilie van de Spilomelinae. De wetenschappelijke naam van deze soort is voor het eerst gepubliceerd in 2015 door Richard Mally, Anastasia Korycinska, David John Lawrence Agassiz, Jayne Hall, Jennifer Hodgetts en Matthias Nuss.

## Verspreiding
De soort komt voor in Zuid-Soedan, Ethiopië, Somalië, Oeganda en Kenia.

## Waardplanten
De rups leeft op soort(en) van het geslacht Solanum (Solanaceae).